# 메타세쿼이아속
메타세쿼이아속(학명: Metasequoia)은 메타세쿼이아와 몇몇 멸종된 식물을 포함하는 속이다.

## 사진 갤러리

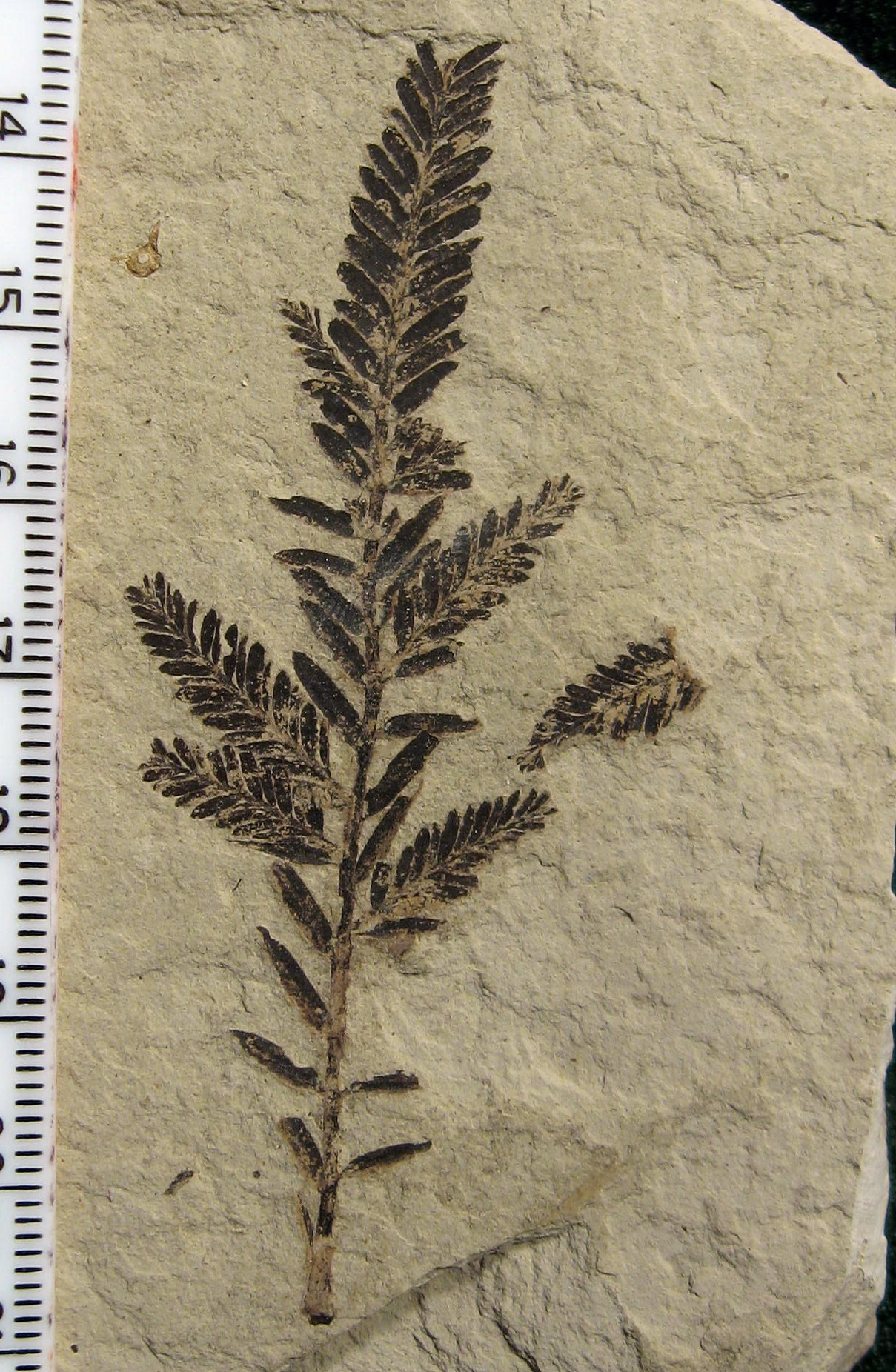
†Metasequoia branchlet
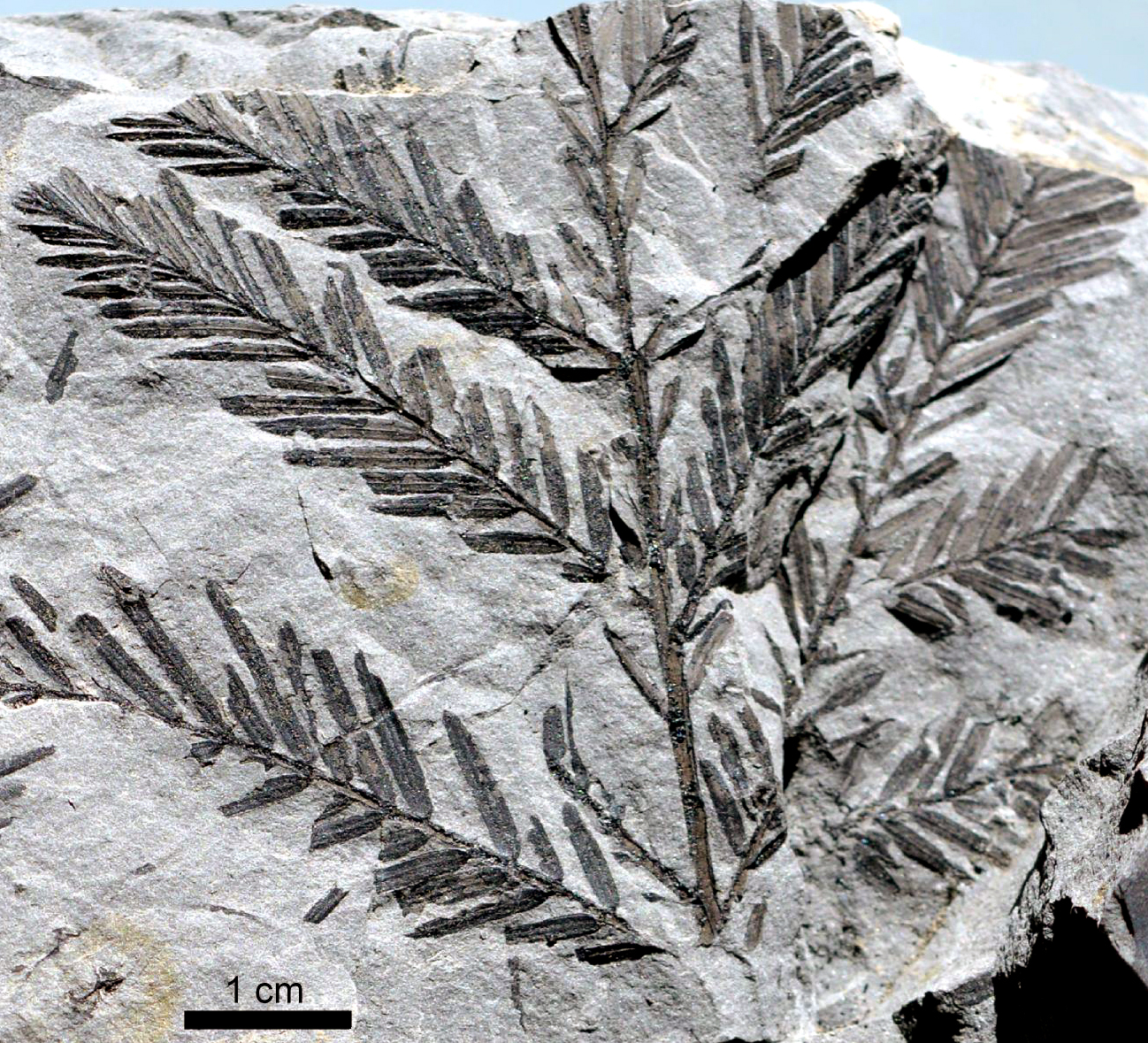
†Metasequoia occidentalis